# Sun Zi

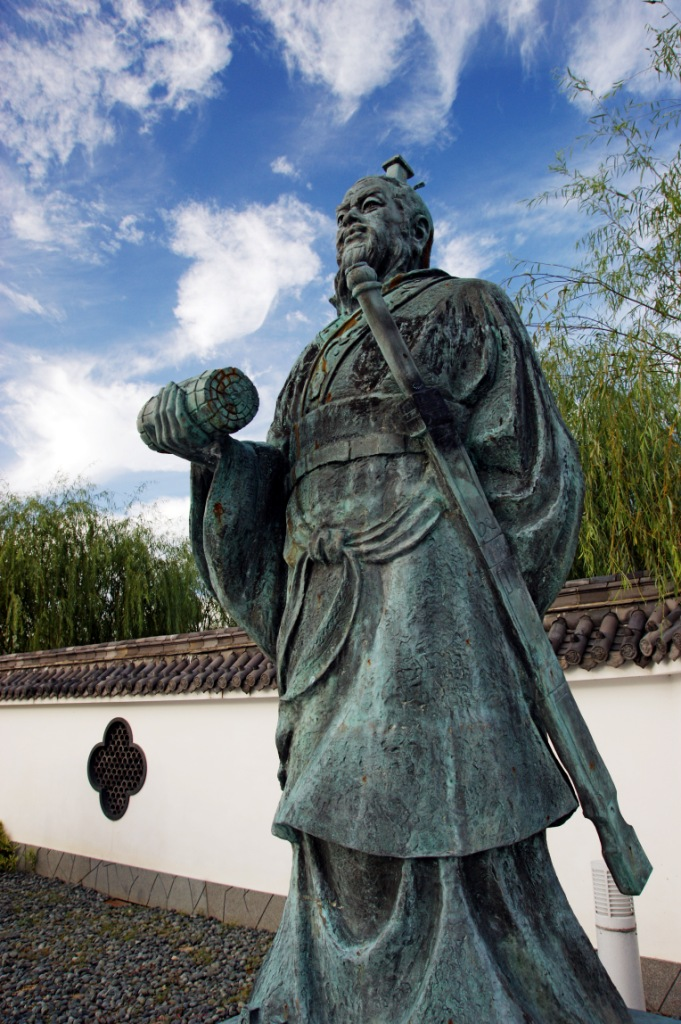

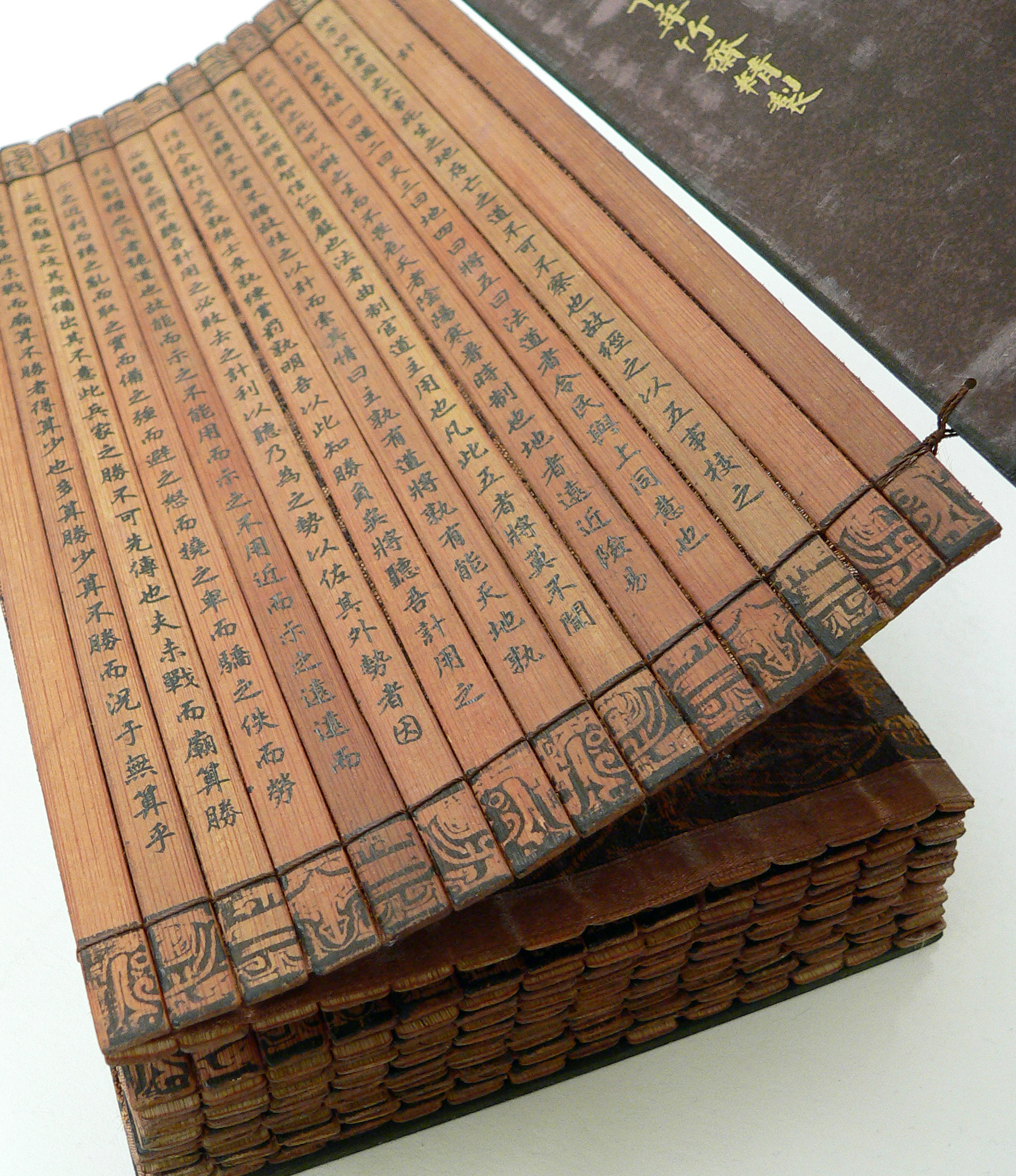
Sztuka wojenna Sun Zi

Sun Zi (ur. 544 p.n.e., zm. 496 p.n.e.) – jeden z największych starożytnych myślicieli Dalekiego Wschodu, autor Sztuki wojennej Sun Zi (chiń. 孙子兵法), najstarszego na świecie podręcznika sztuki wojennej. Uważa się go również za jednego z pierwszych realistów w teorii stosunków międzynarodowych, a jego książka jest współcześnie traktowana jak podręcznik prakseologii i reinterpretowana w odniesieniu do innych dziedzin, które wymagają stosowania strategii, jak m.in. zarządzanie przedsiębiorstwem.
Znane są również, zwłaszcza na Wschodzie i w Chinach, interpretacje jego dzieła odnoszące się do dziedzin życia pozornie niezwiązanych z działaniami strategicznymi, jak stosunki międzyludzkie, sport, kariera czy marketing, którą to dziedzinę traktuje się w obecnych czasach coraz częściej jak pole bitwy i opisuje za pomocą terminów wojskowych.
Faktycznie nazywał się Sun Wu (chiń. 孫武), ale w chińskiej tradycji – podobnie jak wielu innych szanowanych autorów – nazywa się go Sun Zi, czyli „Mistrz Sun”. Znany jest również pod imieniem dworskim Chang Qing (長卿 [ʈʂʰǎŋ.tɕʰíŋ]).

## Życie
Jedynym źródłem informacji o życiu Sun Zi jest biogram zamieszczony w Zapiskach historyka Sima Qiana z II w. p.n.e. Według Sima, Sun Zi był generałem w służbie króla Helü w królestwie Wu w VI w. p.n.e., a więc w czasach innego wielkiego chińskiego myśliciela – Konfucjusza, jednak biografia ta nie jest zgodna z innymi źródłami z tej epoki, a zarówno forma jak i zawartość Sztuki wojennej sugerują, że książka została spisana dopiero między 400 p.n.e. a 320 p.n.e.
Sztuka wojenna sama zawiera parę wskazówek pomagających w sprecyzowaniu pewnych szczegółów z życia teoretyka, np. rydwany bojowe opisane przez Sun Zi były używane w stosunkowo krótkim okresie pod koniec IV w. p.n.e. i w związku z tym na ten okres jest datowana przynajmniej część książki.

Istnieje znana opowieść ilustrująca charakter i sposób myślenia Sun Zi:

Przed zatrudnieniem Sun Zi jako generała, król Wu chciał przetestować jego umiejętności. W tym celu polecił genialnemu strategowi, aby wyszkolił na żołnierzy jego harem składający się ze 180 konkubin. Sun Zi podzielił harem na dwie kompanie, na czele każdej z nich ustanawiając jedną z dwóch ulubienic króla. Kiedy myśliciel wydał komendę „w prawo zwrot”, konkubiny, zamiast wypełnić rozkaz, zaczęły chichotać. Wówczas Sun Zi powiedział, że obowiązkiem generała jest wydawać jasne polecenia, a gdy żołnierze ich nie rozumieją, jest to jego wina. Następnie powtórzył rozkaz, na co konkubiny znowu odpowiedziały śmiechem. Wówczas Sun Zi skazał na śmierć obie z ulubienic króla, pomimo jego [króla] protestów. Tłumaczył to tym, że jeśli rozkaz jest zrozumiany, ale polecenie nadal nie jest wykonywane, jest to wina oficerów. Powiedział także, że obowiązkiem dowódcy jest zakończyć powierzoną mu misję sukcesem, nawet wobec sprzeciwu króla. Po tych słowach zastąpił stracone konkubiny nowymi oficerami, po czym obydwie kompanie wykonywały jego polecenia bez zarzutu.

## Sztuka wojenna
Niektórzy naukowcy sugerują, że praca Suna jest anonimowa, a on sam nie istniał jako postać historyczna. Uważał tak m.in. Herbert Giles, który przetłumaczył księgę w 1910. Uważa się, że francuskie wydanie pracy Sun Zi z 1782 czytał Napoleon Bonaparte..
W 1972 odkryto w miejscowości Linyi w prowincji Szantung zestaw tekstów wyrytych na bambusie, datowanych na lata pomiędzy 134 p.n.e. i 118 p.n.e., co potwierdziło autentyczność Sztuki wojennej i wyklucza teorie, że treść księgi została spisana znacznie później. Z tego materiału dodano do księgi kilka nieznanych dotąd rozdziałów.